# ＃ミレニアガール
『#ミレニアガール』は2018年10月からフジテレビで開始されたトークバラエティ。
人気モデル・藤田ニコルによる初の単独MC番組である。
2組の女性ゲストと藤田ニコルの3人でドラマ・映画・アニメ・バラエティ・スマホアプリ・ガジェットなど好きな作品・製品について自由に語り合うという趣旨である。
ゲストとのトークは2週に渡って放送され新しいゲストと入れ替わっていく。

## 放送期間
2018年10月12日（11日深夜） 〜 2020年9月18日（17日深夜）

## 放送時間
木曜日 25:25〜26:25

## 公式サイト / SNS
- #ミレニアガール – フジテレビ